# A Day at the Races (album)
 For alternative betydninger, se A Day at the Races. (Se også artikler, som begynder med A Day at the Races)
A Day at The Races hedder det engelske rockband, Queens 5. studiealbum. Albummet udkom i 1976. Ligesom dens forgænger, A Night at the Opera, er titelteksten fra en Marx Brothers-film.
Der var høje forventniger til albummet efter Queens succesrige 4. udspil. De skulle bl.a. følge op på et af deres til dato største hits, "Bohemian Rhapsody".
| 1. | "Tie Your Mother Down"    | Brian May       | 4:48 |
| 2. | "You Take My Breath Away" | Freddie Mercury | 5:09 |
| 3. | "Long Away"               | May             | 3:34 |
| 4. | "The Millionaire Waltz"   | Mercury         | 4:54 |
| 5. | "You and I"               | John Deacon     | 3:25 |

| 6.  | "Somebody to Love"                      | Mercury      | 4:56 |
| 7.  | "White Man"                             | May          | 4:59 |
| 8.  | "Good Old-Fashioned Lover Boy"          | Mercury      | 2:54 |
| 9.  | "Drowse"                                | Roger Taylor | 3:45 |
| 10. | "Teo Torriatte (Let Us Cling Together)" | May          | 5:50 |

| 11. | "Tie Your Mother Down" (1991 Bonus remix by Matt Wallace) | 3:44 |
| 12. | "Somebody to Love" (1991 Bonus remix by Randy Badazz)     | 5:00 |

| 1. | "Tie Your Mother Down" (backing track mix 2011)               | 3:48 |
| 2. | "Somebody to Love" (live at Milton Keynes, June 1982)         | 7:55 |
| 3. | "You Take My Breath Away" (live in Hyde Park, September 1976) | 3:06 |
| 4. | "Good Old-Fashioned Lover Boy" (Top of the Pops, July 1977)   | 2:51 |
| 5. | "Teo Torriatte (Let Us Cling Together)" (HD mix)              | 4:47 |

| 6. | "You Take My Breath Away" (live at Earls Court '77) |  |
| 7. | "Tie Your Mother Down" (live at Milton Keynes '82)  |  |
| 8. | "Somebody to Love"                                  |  |